# XVI конференция ВКП(б)
XVI всесоюзная конференция Всесою́зной коммунисти́ческой па́ртии (большевико́в) — проходила в Москве с 23 апреля по 29 апреля 1929 года.

## Конференция
Участвовало 254 делегатов с решающим и 679 с совещательным голосом.
Порядок дня:
- Содержание стенографического отчета XVll конференция ВКПб 1932г.Пятилетний план развития народного хозяйства — докладчики А. И. Рыков, Г. М. Кржижановский, В. В. Куйбышев;
- Пути подъёма сельского хозяйства и налоговое облегчение середняка — докладчик М. И. Калинин;
- Итоги и ближайшие задачи борьбы с бюрократизмом — докладчик Я. А. Яковлев;
- О чистке и проверке членов и кандидатов ВКП(б) — докладчик Е. М. Ярославский

Конференцию открывал и закрывал М. И. Калинин.
Было заявлено о первом в истории СССР пятилетнем плане (1 октября 1928 — 1 октября 1933) — как о комплексе тщательно продуманных и реальных задач. План подлежал утверждению на V съезде Советов СССР (май 1929 года) и дал основания для проведения целого ряда мер экономического, политического, организационного и идеологического характера. Основным смыслом и целью развития страны была поставлена индустриализация, эпоха «великого перелома». В СССР предстояло развернуть строительство новых отраслей промышленности, увеличить производство всех видов продукции и приступить к выпуску новой техники.
Были поддержаны начавшиеся по всей стране мероприятия, направленные на увеличение числа коллективных хозяйств — в частности, комсомольские походы «за коллективизацию» и машинно-тракторных станций (МТС). Заявлено о скорейшем принятии комплекса мер, способных поднятие урожайности в стране «к концу пятилетки по меньшей мере на 30-35%».
Конференция поставила задачи
в относительно короткий исторический срок догнать и перегнать в технико-экономическом отношении передовые капиталистические страны;
обеспечить быстрый рост индустрии и подъём сельского хозяйства;
развернуть движение масс за культуру;
повести дальнейшее наступление на капиталистические элементы в городе и деревне;
неуклонно укреплять обороноспособность.
Отдельно была подчёркнута большая роль такой формы деятельности, как социалистическое соревнование на всех уровнях.
Было отмечено, что «кулак и нэпман не будут сдавать без боя своих позиций... Кулака и нэпмана поддерживают контрреволюционные вредители в промышленности» и что «давление чуждых нам классов вызвало колебания и шатания в отдельных прослойках рабочего класса и крестьянства и породило оппортунистический правый уклон».
На вечернем заседании 28 апреля с 2-часовым докладом о внутрипартийных делах (по материалам объединённого заседания политбюро ЦК и президиума ЦКК 9 февраля и объединённого пленума ЦК и ЦКК 23 апреля 1929 года) выступил В. М. Молотов. Прений по докладу не было. В резолюции по докладу конференция, в частности, осудила «отход группы т.Бухарина от генеральной линии партии в сторону правого уклона».

Правые были обвинены в «замазывании всё более обостряющегося кризиса капитализма, в отрицании факта неустойчивости капиталистической стабилизации» в международной политике; в «капитуляции перед трудностями, связанными с социалистической реконструкцией народного хозяйства и обострением классовой борьбы в СССР»; в «клеветническом заявлении» о том, что партийный аппарат насаждает бюрократизм и ликвидирует внутрипартийную демократию; в «неслыханном поклёпе на партию насчёт сползания к троцкистской позиции, клеветническом выпаде против партии насчёт политики «военно-феодальной эксплуатации» крестьянства».

Было поддержано решение об осуждении "правых", снятии их с занимаемых постов (в газете «Правда», ВЦСПС и Коминтерне), недопущении каких бы то ни было отклонений от линий партии и её решений в выступлениях отдельных членов руководства и в СМИ.

На пленуме ЦК, состоявшемся сразу после окончания конференции, со всех постов (кандидат в члены политбюро, член оргбюро и секретарь ЦК) был снят сторонник Бухарина, секретарь Московского горкома партии Н. А. Угланов.
Конференция постановила провести генеральную чистку и проверку членов и кандидатов в члены партии. Позже в результате чистки из партии было исключено около 8 процентов её состава.
Среди делегатов конференции лиц с дореволюционным стажем составило 28%; рабочих ‒ 60%, служащих ‒ 34%, крестьян ‒ 5%; лиц, имеющих низшее образование ‒ 62,7%. Более 88% делегатов составляли работники партийных органов.

## Принятые резолюции
- О пятилетнем плане развития народного хозяйства
- О путях подъёма сельского хозяйства и налоговом облегчении середняка
- Об итогах и ближайших задачах борьбы с бюрократизмом
- О чистке и проверке членов и кандидатов ВКП(б)
- О внутрипартийных делах

Было также принято Обращение конференции "Ко всем рабочим и трудящимся крестьянам Советского Союза".